# 松永陸
松永 陸（まつなが りく、1998年12月24日 - ）は、日本の子役またはタレント。
身長147cm。2009年から子役としての活動により、スマイルモンキーに所属。主な出演は、NHK総合テレビでは、連続テレビ小説ドラマ「おひさま」に国民学校の生徒役として2011年に出演。ちなみに将来の夢はラーメン屋になること。

## 出演番組

### テレビドラマ
- 昼ドラ「嵐がくれたもの」（2009年、フジテレビ）-避難民の息子役
- 日本テレビ「華麗なるスパイ」第8話（2009年9月12日、日本テレビ）-幼少のミスター匠役
- トリハダ6 第5話 天使の中にある恐るべき残酷（2009年10月7日、フジテレビ）

### バラエティ
- カスペ!「笑劇!三世代比較TVジェネレーション天国」（2010年、フジテレビ）
- 『ぷっ』すま（2010年、テレビ朝日）-ちびっこギャング
- 爆笑問題の大変よくできました!（2011年、テレビ東京）

### ケータイドラマ
- いぬのメリー 幸せを運ぶ伝書犬（2011年、BeeTV・共同テレビ）

## CM
- 東京メトロ（2009年）
- バンダイナムコゲームス「デジモンストーリー超クロスウォーズブルー&レッド」（2011年）